# Desmalopex microleucopterus
Desmalopex microleucopterus é uma espécie de morcegos da família Pteropodidae. É endêmica das Filipinas, onde é encontrada apenas na ilha de Mindoro. Foi descoberta em 1998, mas a descrição científica como espécie válida só foi feita em 2008.